# Saxifraga bulbifera
Saxifraga bulbifera L.  är en stenbräckeväxtart som beskrevs av Carl von Linné. Saxifraga bulbifera ingår i Bräckesläktet som ingår i familjen stenbräckeväxter.  Inga underarter finns listade i Catalogue of Life.